# Fring
Fring è un software di messaggistica istantanea e VoIP per smartphone della società fringland Ltd fondata da Avi Shechter, Boaz Zilberman e Alex Nerst.
Permette al cellulare di effettuare e ricevere chiamate senza alcun costo aggiuntivo rispetto alla spesa del fornitore del servizio internet. Tramite una connessione Wi-Fi, UMTS o GPRS, è infatti possibile effettuare chiamate voce e scambiarsi messaggi di testo con i propri contatti ICQ, Google Talk, Msn Messenger, Twitter, AIM, Yahoo! Messenger o con il proprio provider SIP (Session Initiation Protocol).

## Caratteristiche
Non esiste, per ora, una compatibilità con tutti i modelli di smartphone in commercio, ma il supporto degli sviluppatori e soprattutto della comunità che lo sostiene garantisce un futuro più che roseo per gli utenti.
È compatibile con i seguenti sistemi operativi: Symbian 8, Symbian 9, 9.2, Windows Mobile, Symbian UIQ, iPhone e Android.
Vi sono versioni di Fring in varie lingue, tra cui l'italiano.
Dal 2009 si possono aggiungere numerose estensioni al programma che ne ampliano le caratteristiche. L'ultima estensione è quella scaturita tra la società WeFi che mette a disposizione tutti gli hotspot Wi-Fi gratuiti presenti sul territorio e la loro localizzazione via GPS.

## Eventi salienti
- 1º ottobre 2007: ha siglato un accordo di co-marketing con Eutelia.[1]
- Maggio 2008: riceve il premio MEFFY.[2][3]
- 13 luglio 2010. Skype blocca l'integrazione con l'applicazione Fring.
- Febbraio 2017. Il servizio viene dismesso e sostituito dal servizio Kandy.[4]